# لیک هریتیج (پنسیلوانیا)
لیک هریتیج (به انگلیسی: Lake Heritage) یک منطقهٔ مسکونی در ایالات متحده آمریکا است که در شهرستان آدامز، پنسیلوانیا واقع شده‌است. لیک هریتیج ۲٫۴ کیلومتر مربع مساحت و ۱٬۳۳۳ نفر جمعیت دارد و ۱۵۲٫۴ متر بالاتر از سطح دریا واقع شده‌است.